# Ей Джей Стайлз
Аллен Ніл Джонс (англ. Allen Neal Jones, нар. 2 червня 1977) — американський професійний реслер, більш відомий як Ей Джей Стайлз (англ. AJ Styles). Відомий своїми виступами в TNA, Ring of Honor і NJPW; 24 січня 2016 дебютував в американській федерації реслінгу WWE на Royal Rumble 2016. Колишній Чемпіон світу WWE у важкій вазі.

## Біографія
Аллен Джонс народився 2 червня 1978 на базі морської піхоти США Кемп-Лежун, штат Північна Кароліна. В одному з DVD, присвяченому його кар'єрі, Джонс згадував про своє важке дитинство — тоді він жив у бідності зі своїм батьком-алкоголіком. Уже в ранньому дитинстві він став відвідувати школу реслінгу разом зі своїми друзями і зрозумів, що реслінг — це те, чим би він хотів займатися в житті. Закінчивши коледж в Андерсоні, штат Південна Кароліна, він став тренуватися під керівництвом Ріка Майклза і дебютував у реслінгу в 1998 році. Спочатку, будучи не надто затребуваним реслером, йому доводилося підробляти на шоу, працюючи рознощиком води або водієм.
Першим місцем роботи Аллена як реслера став джорджійскій промоушен National Championship Wrestling, де він виступав у масці під ім'ям Містер Олімпія. У своєму першому матчі в 1998 році він програв Майклу Бруксу, але вже в серпні 1999 року він став телевізійним чемпіоном NCW.
У грудні 1999 року NCW і NWA Georgia об'єдналися і утворили єдиний промоушен NWA Wildside. Тоді ж Джонс став використовувати ім'я Ей Джей Стайлз. 8 січня 2000 року він виграв своє друге Телевізійне чемпіонство, перемігши К-Краш (Рон Кіллінгс).
На початку 2001 року Стайлз і Ейр Періс були запропоновані контракти World Championship Wrestling. Вони стали виступати в одній команді Air Raid. 5 березня 2001 року на Nitro Air Raid брали участь в турнірі за титули командних чемпіоном WCW в напівважкій вазі, але вибули з нього після програшу Еліксу Шкіпперу і Кіду Ромеро.
Після того, як WCW був куплений Вінсом МакМеном, Стайлз залишився без роботи і повернувся в NWA Wildside. В цей час він намагався виграти титул чемпіона Wildside у важкій вазі і провів кілька матчів на шоу WWF Jakked. Згодом WWF запропонували йому підготовчий контракт, але він відкинув його, так як від нього вимагалося переїхати в Цинциннаті, штат Огайо, а це завадило б планам його дружини на вступ до коледжу.
Ей Джей Стайлз дебютував в Ring of Honor 27 квітня 2002 року на третьому шоу промоушена Night of Appreciation.
24 січня 2016 дебютував в WWE на PPV Royal Rumble (2016) під номером 3 і протримався 27 хвилин, викинувши Тайлера Бризу і Кертіса Акселя. Був вибитий Кевіном Оуенсом. На RAW 25 січня здолав Кріса Джеріко.
На Backlash (2016) Стайлз переміг Діна Емброуза та Джона Сіну в трьохсторонньому матчі та вперше здобув титул Чемпіона світу WWE.

## Титули та нагороди
- New Japan Pro Wrestling

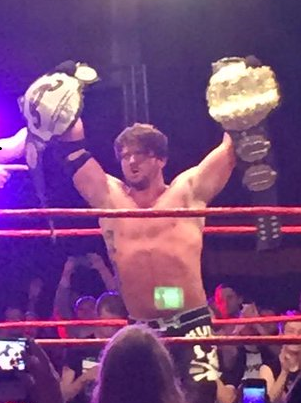
Стайлз здобув багато титулів в міжнародних федераціях, такі як титул Британського чемпіона у важкій вазі Revolution Pro Wrestling (права рука) і став дворазовим чемпіоном у важкій вазі IWGP федерації New Japan Pro Wrestling (ліва рука)

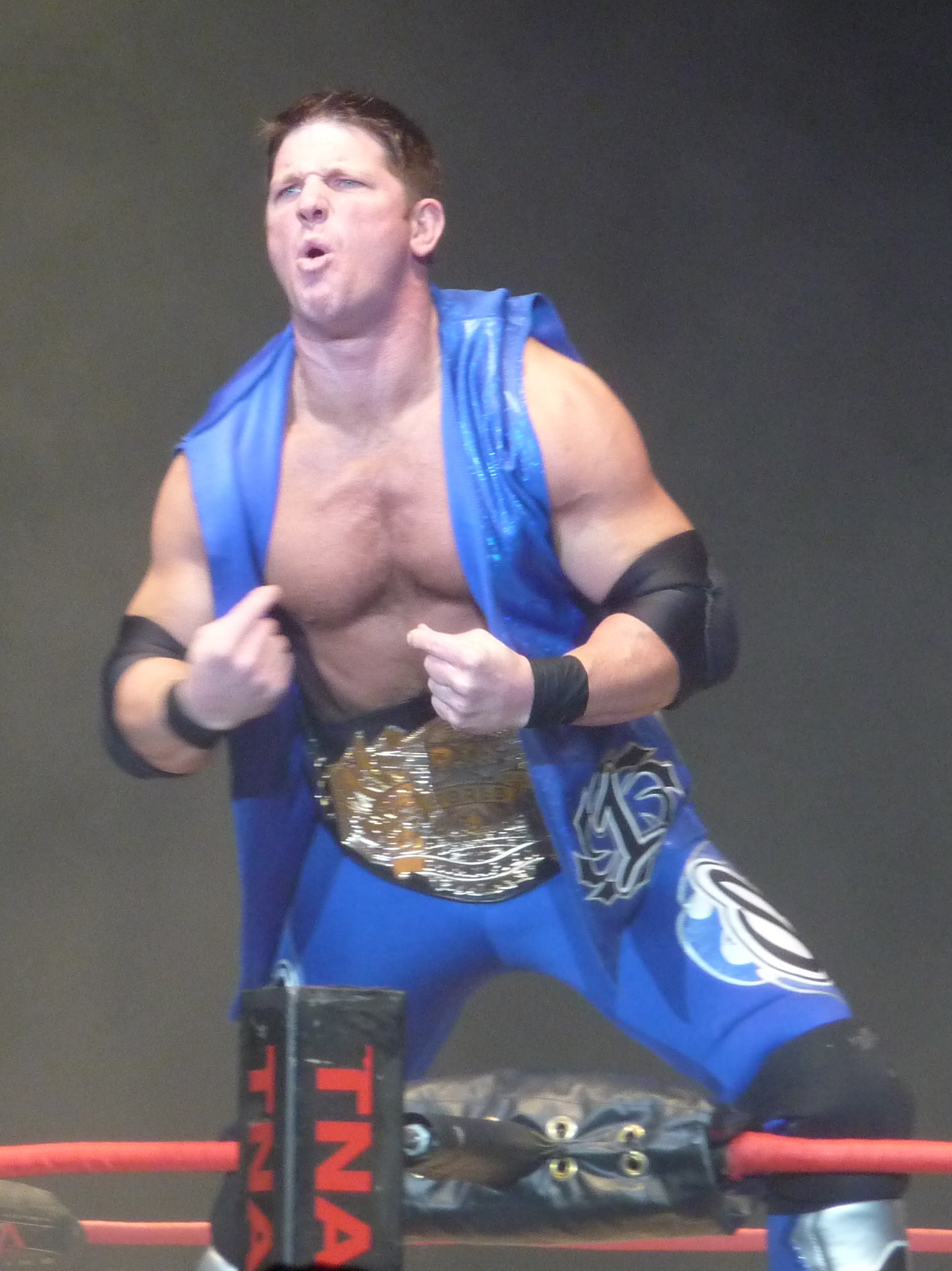
В TNA, він двічі здобував титул чемпіона світу у важкій вазі TNA

  - Чемпіон IWGP у важкій вазі (2 рази)
- Pro Wrestling Illustrated
  - Команда року (2006)  3 Крістофером Денієлсом[1]
  - Названий номером 1 з 500 найкращих реслерів у 2010 році за версією PWI 500[2]
- Ring of Honor
  - Беззаперечний чемпіон ROH (1 раз)[3]
  - Командний чемпіон світу ROH (1 раз)[4]
- Total Nonstop Action Wrestling
  - Чемпіон світу у важкій вазі NWA (3 рази)[5]
  - Командний чемпіон світу NWA (4 рази)[6]
  - Король гори TNA (2 рази)
  - Чемпіон світу у важкій вазі TNA (2 рази)[7]
  - Командний чемпіон світу TNA (2 рази)[8]
  - Чемпіон Х-Дивізіону TNA (6 разів)[9]
  - Переможець Bound For Glory Series (2013)
  - Чемпіон Потрійної корони TNA (5 разів, перший)
  - Чемпіон Великого шолома (2 рази, перший)
  - Протистояння року (2005) проти Крістофера Денієлса[10]
  - Коронний прийом року (2003) Styles Clash[11]
  - Матч року (2006)[12]
  - Матч року (2009) проти Стінга на Bound for Glory
  - Містер TNA (2003—2005)
  - Команда року (2006) з Крістофером Денієлсом[12]
  - Зірка року X-Дивізіону (2004)[11]
- Wrestling Observer Newsletter
  - 5-ти зірковий матч (2005) проти Самоа Джо і Крістофера Денієлса на Unbreakable[13]
  - Найкращий реслер у повітрі (2005)
  - Найкращий маневр у реслінгу (2003, 2015) Styles Clash[14]
  - Найвидатніший реслер (2014, 2015)[14][15]
  - Найкращий професійний матч року (2014) проти Мінору Сузукі[15]
  - Найгірше відпрацьований матч року (2006) королівська битва резерву TNA на Impact![16]
  - Реслер року (2015)[14]
- WWE
  - Чемпіон світу WWE (2 рази)[17]
  - Чемпіон США WWE